# Aldo Corno
Aldo Corno (Roma, 17 dicembre 1950) è un allenatore di pallacanestro ed ex cestista italiano.

## Carriera

### Nei club
Ha esordito in Serie A1 con la Sisv Viterbo. Con la squadra dell'A.S. Vicenza prima (anni ottanta) e dell'Associazione Sportiva Ginnastica Comense 1872 poi (anni'90) ha conquistato il più ricco palmarès che un allenatore di basket femminile italiano abbia mai ottenuto.
Si trasferisce nel campionato francese nel 2009, vi rimane fino al maggio 2012, quando lascia la panchina dello Challes-les-Eaux Basket. Nel 2013 torna in campo con il Riva Basket, che aveva già allenato nel 2009. Nel 2015 ritorna dopo oltre vent'anni ad allenare l'A.S. Vicenza.
Nell'estate 2021 diventa allenatore e direttore tecnico dell'Ofg Basket Team Giussano (Basket Foxes Giussano), squadra di serie B lombarda e nella stagione successiva riesce nell'impresa di ottenere la promozione in serie A2.

### In Nazionale
È stato commissario tecnico della nazionale italiana femminile in tre periodi diversi. È stato ingaggiato per la prima volta nel 1986 per sostituire Vittorio Tracuzzi. Nel 1989 ha ceduto la panchina a Franco Novarina, da cui l'ha ripresa per una breve parentesi nel 1994. Dopo la lunga gestione di Riccardo Sales, è stato richiamato nel triennio 2000-2003.

## Palmarès
- Campionato italiano: 12
A.S. Vicenza: 1984-85, 1985-86, 1986-87, 1987-88; Ginnastica Comense: 1991-92, 1992-93, 1993-94, 1994-95, 1995-96, 1996-97, 1997-98, 1998-99
- Coppa Italia: 6
Sisv Viterbo: 1984; Ginnastica Comense: 1992-93, 1993-94, 1994-95, 1996-97, 1999-2000
- Supercoppa italiana: 4
Ginnastica Comense: 1995-96, 1997-98, 1998-99, 1999-2000
- Eurolega: 6
A.S. Vicenza: 1985, 1986, 1987, 1988; Ginnastica Comense: 1993-94, 1994-95
- Mundialito per club: 1
Ginnastica Comense: 1996

• Coppa Ronchetti:2
Famila Schio 2001- 2002 , 2002 - 2003